# Sidney Govou
Sidney Rodrigue Noukpo Govou (Le Puy-en-Velay, 27. srpnja 1979.) bivši je francuski je nogometni reprezentativac beninskog podrijetla. Govou je prirodno igrač koji igra na poziciji napadača, no može dobro odigrati i na poziciji desnog krila. Glavni igrački atribut mu je neprestano dobar ritam u igri. Na početku sezone 2009./10. Govou je postao kapetan u Lyonu, nakon što je Brazilac Juninho Pernambucano napustio klub.

## Karijera

### Klupska karijera
Govou je počeo trenirati nogomet u relativno kasnoj dobi - 17 godina, u Lyonovoj nogometnoj akademiji 1996. godine. Igrač je bio lojalan svojem klubu većinu svoje karijere, igrajući za njega veliki dio profesionalne karijere.
Govou je često bio kritiziran zbog nedostatka koncentracije kad je pokraj protivničkog gola, posebice u situacijama jakog pritiska. To se djelomično objašnjavalo time što je igrao na širim pozicijama, a ne u napadu koja je njegova prirodna pozicija. Osim uloge u napadu, igrač je zbog velikih atletskih sposobnosti i velike razine izdržljivosti, sposoban vraćati loptu u posjed svoje momčadi. Također, ima dobru igru glavom.
Tijekom sezone 2004./05., trener Lyona, Paul Le Guen dao je Sidneyju kapetansku vrpcu, nakon duge odsutnosti Claudija Caçapa zbog ozljede. Veliki razlog te Le Guenove odluke je Sidneyjeva izražena odanost klubu, unatoč brojnim špekulacijama o njegovom odlasku iz kluba. Posljednje tri sezone, igrača se često povezivalo s brojnim klubovima.
Dana 2. srpnja 2010. Sidney Govou je s grčkim Panathinaikosom potpisao predugovor na 3 godine.

### Reprezentativna karijera
Govou počinje nastupati za Francusku 2002. tijekom kvalifikacija za Euro 2004. Na Kupu konfederacija 2003., s reprezentacijom osvaja prvi reprezentativni trofej (ujedno i drugi Kup konfederacija u francuskoj povijesti), dok 2004. s Francuskom dolazi do polufinala Europskog prvenstva.
Nakon tih natjecanja, Raymond Domenech postaje novi francuski izbornik. Domenech nije Govoua uvrstio u momčad za Svjetsko prvenstvo 2006. u Njemačkoj. Međutim, Djibril Cissé se ozlijedio nekoliko dana prije početka turnira, te je Govou "uskočio" na njegovo mjesto. Na tom turniru, Francuska je stigla do finala gdje je na jedanaesterce poražena od Italije.
Tijekom kvalifikacija za Euro 2008., Govou je za Tricolore postigao dva pogotka. Oba pogotka postigao je protiv Italije, te se s 3:1 pobjedom uspio donekle revanširati za izgubljeni Mundijal. Prvi gol postigao je glavom nakon svega 67 sekundi u igri, a drugi u 55. minuti.
Govou je nastupio i na svom drugom Svjetskom prvenstvu 2010. u Južnoj Africi, na kojem je Francuska, kao aktualni svjetski vice-prvak sramotno ispala već na početku, kao zadnja u skupini A.

#### Pogoci za reprezentaciju
| #   | Datum               | Mjesto                                            | Protivnik | Pogodak | Rezultat | Natjecanje                              |
| --- | ------------------- | ------------------------------------------------- | --------- | ------- | -------- | --------------------------------------- |
| 1.  | 12. listopada 2002. | Stade de France, Saint-Denis, Francuska           | Slovenija | 5 – 0   | 5 – 0    | Kvalifikacije za EURO 04'               |
| 2.  | 20. lipnja 2003.    | Stade Geoffroy-Guichard, Saint-Étienne, Francuska | Japan     | 2 – 1   | 2 – 1    | Kvalifikacije za Kup konfederacija 03'  |
| 3.  | 18. veljače 2004.   | Stadion kralja Baudouina, Bruxelles, Belgija      | Belgija   | 1 – 0   | 2 – 0    | Prijateljska utakmica                   |
| 4.  | 6. rujna 2006.      | Stade de France, Saint-Denis, Francuska           | Italija   | 1 – 0   | 3 – 1    | Kvalifikacije za EURO 08'               |
| 5.  | 6. rujna 2006.      | Stade de France, Saint-Denis, Francuska           | Italija   | 3 – 1   | 3 – 1    | Kvalifikacije za EURO 08'               |
| 6.  | 16. listopada 2007. | Stade de France, Saint-Denis, Francuska           | Maroko    | 1 – 1   | 2 – 2    | Prijateljska utakmica                   |
| 7.  | 21. studenog 2007.  | Olimpijski stadion, Kijev, Ukrajina               | Ukrajina  | 2 – 1   | 2 – 2    | Kvalifikacije za EURO 08'               |
| 8.  | 20. kolovoza 2008.  | Gamla Ullevi, Goteborg, Švedska                   | Švedska   | 2 – 1   | 3 – 2    | Prijateljska utakmica                   |
| 9.  | 20. kolovoza 2008.  | Gamla Ullevi, Goteborg, Švedska                   | Švedska   | 3 – 1   | 3 – 2    | Prijateljska utakmica                   |
| 10. | 6. rujna 2008.      | Ernst Happel Stadion, Beč, Austrija               | Austrija  | 1 – 2   | 1 – 3    | Kvalifikacije za SP u Južnoj Africi 10' |

## Osvojeni trofeji

### Klupski trofeji
| Francuska | Francuska             | Francuska |
| Klub      | Natjecanje            | Godina    |
| --------- | --------------------- | --------- |
| Lyon      | Francusko prvenstvo   | 2002.     |
| Lyon      | Francusko prvenstvo   | 2003.     |
| Lyon      | Francusko prvenstvo   | 2004.     |
| Lyon      | Francusko prvenstvo   | 2005.     |
| Lyon      | Francusko prvenstvo   | 2006.     |
| Lyon      | Francusko prvenstvo   | 2007.     |
| Lyon      | Francusko prvenstvo   | 2008.     |
| Lyon      | Francuski kup         | 2008.     |
| Lyon      | Liga kup              | 2001.     |
| Lyon      | Trophée Des Champions | 2002.     |
| Lyon      | francuski Superkup    | 2004.     |
| Lyon      | francuski Superkup    | 2005.     |
| Lyon      | francuski Superkup    | 2007.     |

### Reprezentativni trofeji
| Francuska          | Francuska | Francuska |
| Natjecanje         | Trofej    | Godina    |
| ------------------ | --------- | --------- |
| Kup konfederacija  | Zlato     | 2003.     |
| Svjetsko prvenstvo | Srebro    | 2006.     |

## Privatni život
Sidney Govou sin je doseljenika iz Benina. S bivšom djevojkom Pascale ima kćer Naomy, koja je rođena 11. veljače 2005.

## Vanjske poveznice
- Statistika igrača na Uk.soccerway.com  Arhivirana inačica izvorne stranice od 4. ožujka 2014. (Wayback Machine)